# McKenzie (Tennessee)
Pour les articles homonymes, voir McKenzie.
McKenzie est une municipalité américaine située principalement dans le comté de Carroll au Tennessee. Lors du recensement de 2010, sa population est de 5 310 habitants.

## Géographie
McKenzie se trouve dans l'ouest du Tennessee à mi-chemin entre Memphis et Nashville, la capitale de l'État.
Selon le Bureau du recensement des États-Unis, la municipalité s'étend en 2010 sur une superficie de 6,26 milles carrés (16,21 km2). Une petite partie du territoire de McKenzie se trouve dans les comtés voisins de Henry, 0,61 milles carrés (1,58 km2) et 83 habitants, et de Weakley, 0,16 milles carrés (0,41 km2) et 174 habitants.

## Histoire
La localité est fondée au XIXe siècle par John McKenzie. Elle devient une municipalité en 1869.

## Démographie
La population de McKenzie est estimée à 5 564 habitants au 1er juillet 2016.
Le revenu par habitant était en moyenne de 17 435 dollars par an entre 2012 et 2016, largement en-dessous de la moyenne du Tennessee (26 019 dollars) et de la moyenne nationale (29 829 dollars). Sur cette même période, 28,0 % des habitants de McKenzie vivaient sous le seuil de pauvreté (contre 15,8 % dans l'État et 12,7 % à l'échelle des États-Unis).